# Camillo Feller
Camillo Feller (též Kamillo Feller) (26. května 1862, Drážďany – 23. prosince 1942, Karlovy Vary) byl německý evangelický duchovní, hudební skladatel a spisovatel, spojený svou činností zejména s Karlovými Vary.

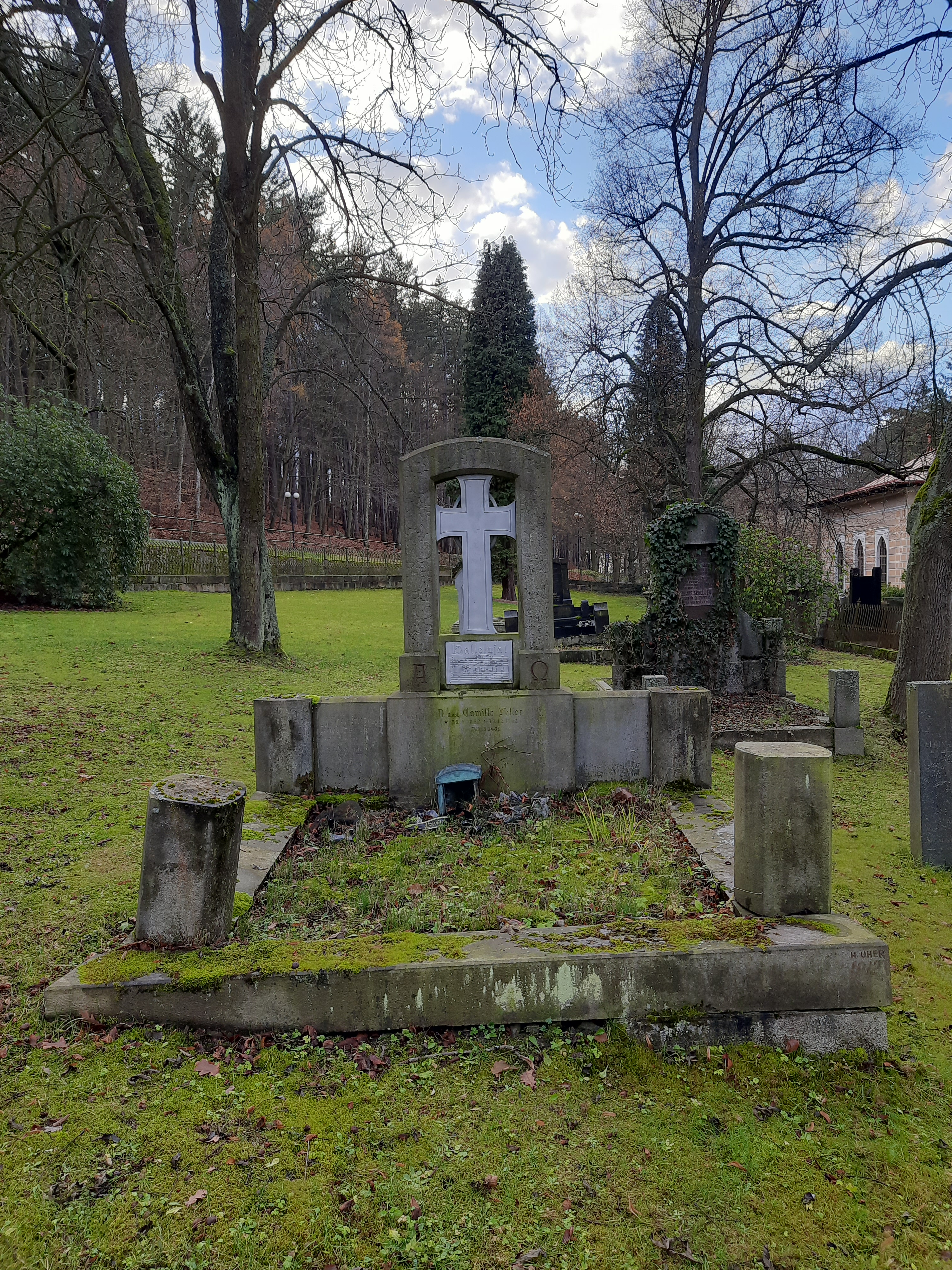
Hrobka Camillo Fellera na Ústředním hřbitově v Karlových Varech

Ordinován byl roku 1887. Od roku 1893 do své smrti působil v Karlových Varech. Zasloužil se o výstavbu Evangelického hospicu. Je mj. autorem kancionálu Deutsches Evangelische Gemeindegesangbuch für Deutsch-Böhmen.